# Унац
Унац је река у западном делу Босне и Херцеговине, десна притока реке Уне. Извире под именом Млински поток из Шаторског језера (1.488 m нмв) на планини Шатор. У подножју планине састаје се са Шаторским потоком и тек на изласку из клисуре Појило добија име Унац. Од свог извора Унац тече према северозападу и прелазећи четири котлине (највећа дрварска) и четири клисуре улива се у Уну код Мартин Брода на висини 323 m. Од Дрвара до ушћа тече најдужом и најдубљом клисуром, дубине и до 350 m. Дужина тока је 65,5 km, а површина слива 650 km².